# Natuurpark Our

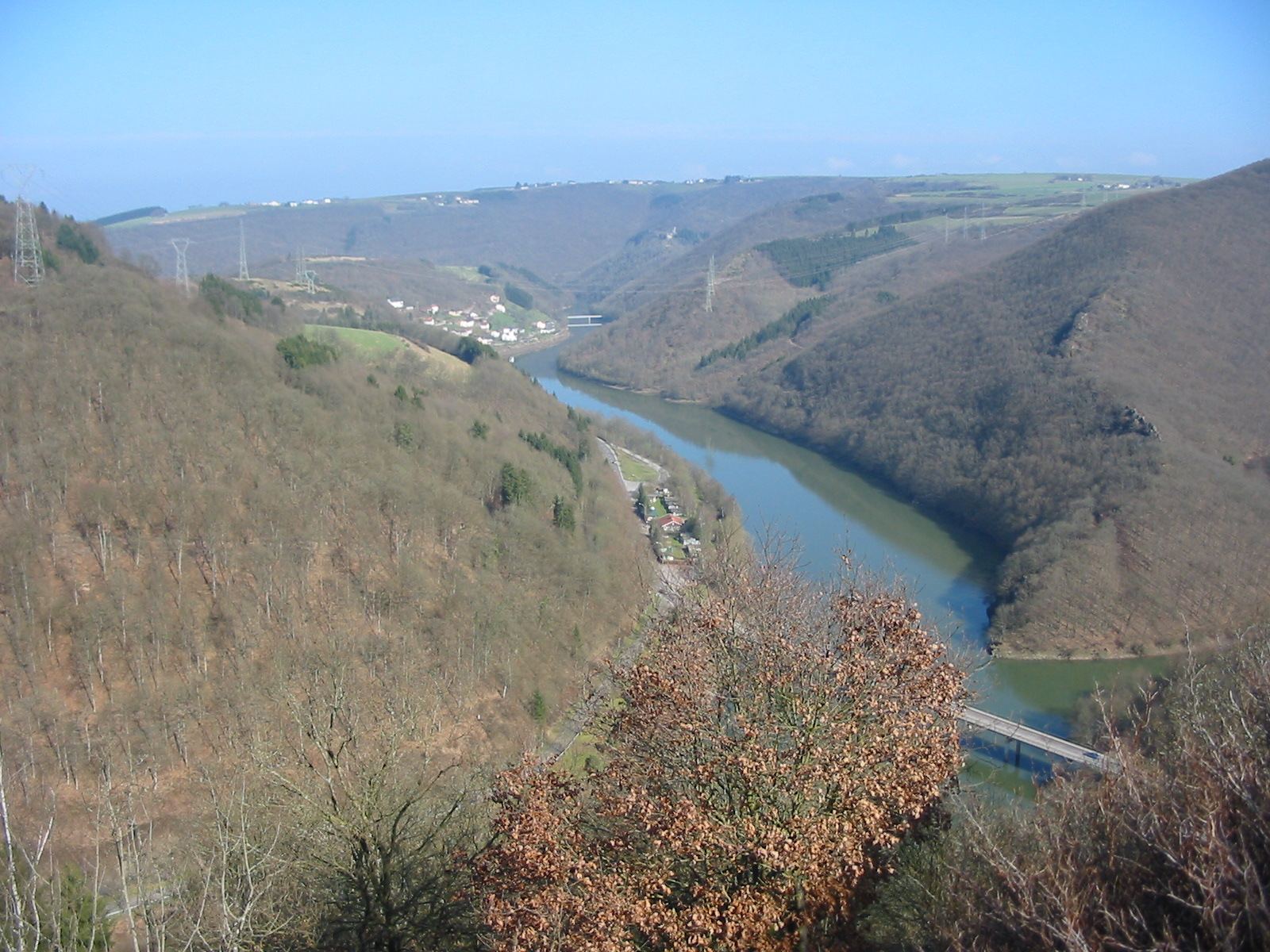
Natuurpark Our

Het Natuurpark Our (Frans: Parc naturel de l'Our, Duits/Luxemburgs: Naturpark Our) is een natuurpark in de Ardennen (Eislek) in het Groothertogdom Luxemburg. Het natuurpark bestaat uit beboste heuvels en de vallei van de Our. Het park is 419 vierkante kilometer groot en strekt zich uit over de gemeentes Clervaux, Kiischpelt, Parc Hosingen, Putscheid, Tandel, Troisvierges en Vianden. Het park is het Luxemburgse deel van het Duits-Luxemburgse natuurpark (het Duitse deel is Naturpark Südeifel) en grenst in het noorden aan het Duits-Belgische Natuurpark Hoge Venen-Eifel.